# Tudorstil

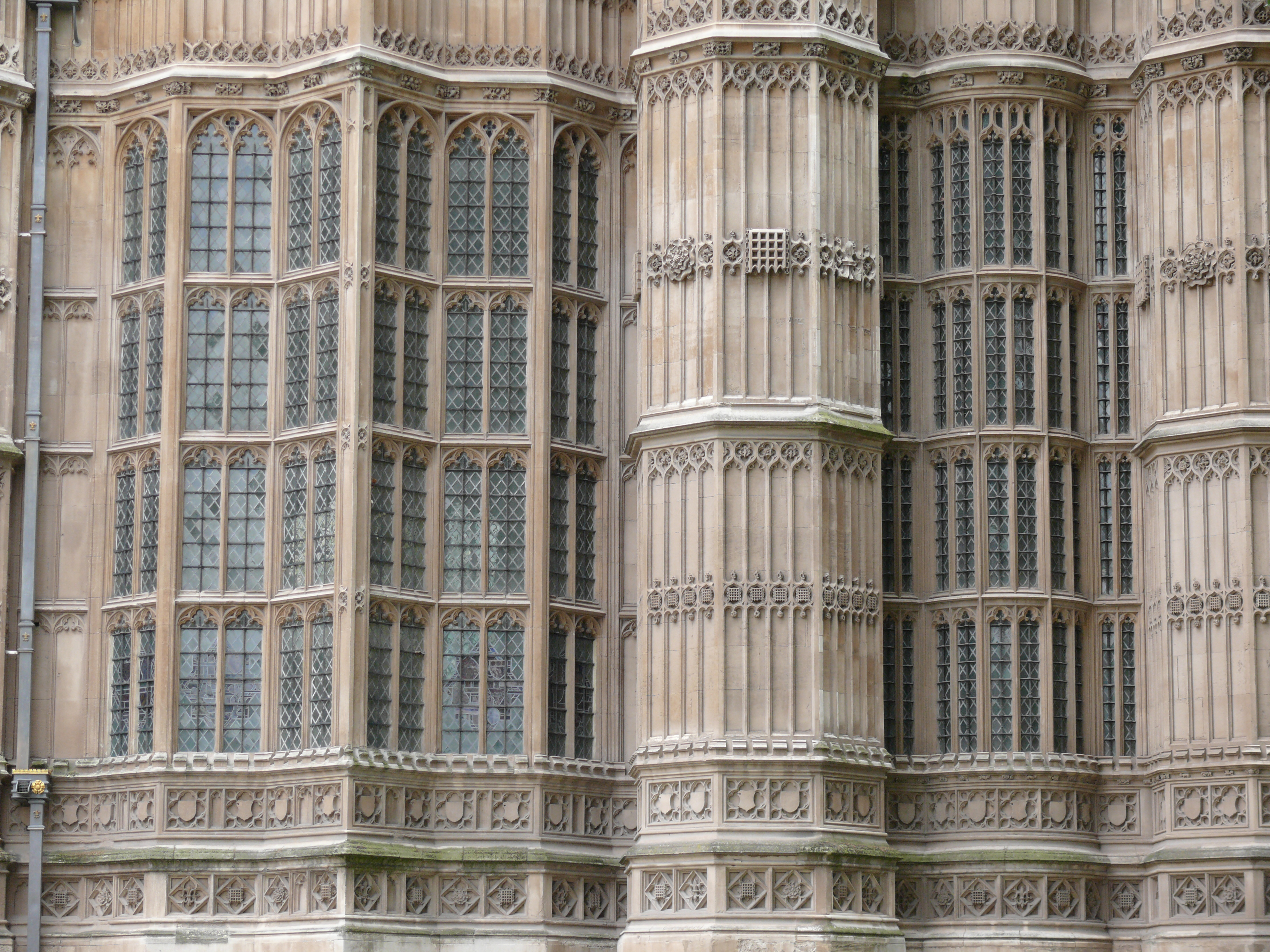
Westminster Abbey, Kapelle Heinrichs VII.

Als Tudorstil (englisch Tudor Style) oder Tudorgotik wird in der englischen Baukunst die letzte Periode des gotischen Stils im Übergang zur Renaissance während der Herrschaft des Hauses Tudor (1485 bis 1603) bezeichnet (andere Meinung: 1485–1558), die sich nahtlos an den Perpendicular Style anschließt. Im Historismus gegen Mitte des 19. Jahrhunderts wurde der frühe Tudorstil in eklektizistischer Form wieder aufgegriffen (Tudor Revival).

## Merkmale
Charakteristisch ist die an spätgotischen Detailformen festhaltende Architektur, die nur zögerlich Elemente der Renaissance aufnimmt, so ist der Tudorbogen eine gedrungene Form des gotischen Spitzbogens. Eine „typische“ Tudor-Fassade zeichnet sich aus durch rechteckige oder polygonale (vom Oktogon abgeleitete) Flankierungstürmchen und Erker, Lanzettfenster, teils rechteckig mit Kreuzstock, teils mit Tudorbögen und oft zinnenbekrönte Mauerabschlüsse (auch bei Kirchen), mal unterbrochen durch Dreiecksgiebel, mal aneinandergereihte Dreiecksgiebel ohne Zinnen, sowie filigrane Kaminarchitekturen auf den Dächern. Die Symmetrie spielt im frühen Tudorstil keine Rolle, vielmehr wird die Verschiedenartigkeit der einzelnen Fassadenabschnitte betont.
Eine besonders markante Erscheinung des Tudorstils ist die Fachwerkarchitektur, welche die oben genannten Formen in Holzarchitektur wiederholt. Das Asymmetrische wird im Holzbau noch durch jeweils unterschiedliche Fachwerkformen der einzelnen Geschosse und Baukörper unterstrichen. Das Tudor-Fachwerk war prägend für die spätmittelalterliche Stadtarchitektur in England, heute insbesondere in Chester noch sichtbar. Es ist mit der französischen Fachwerkarchitektur aus der Normandie und der Champagne vergleichbar.

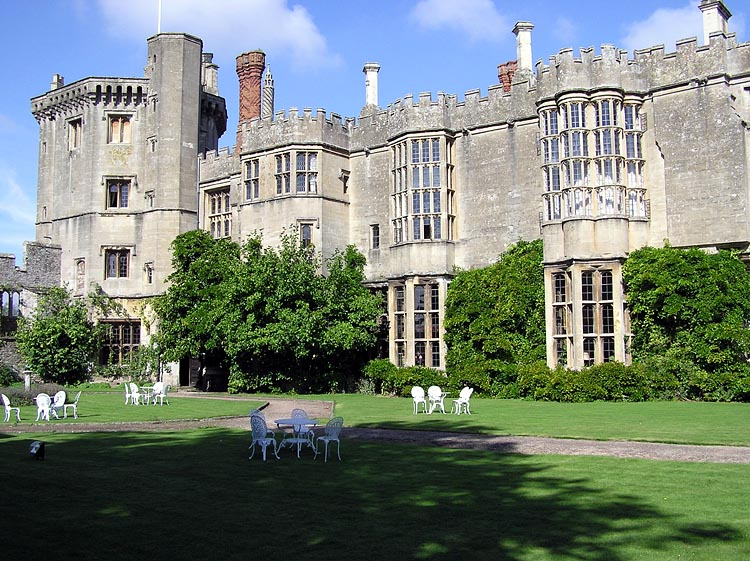
Schloss Thornbury in Gloucestershire
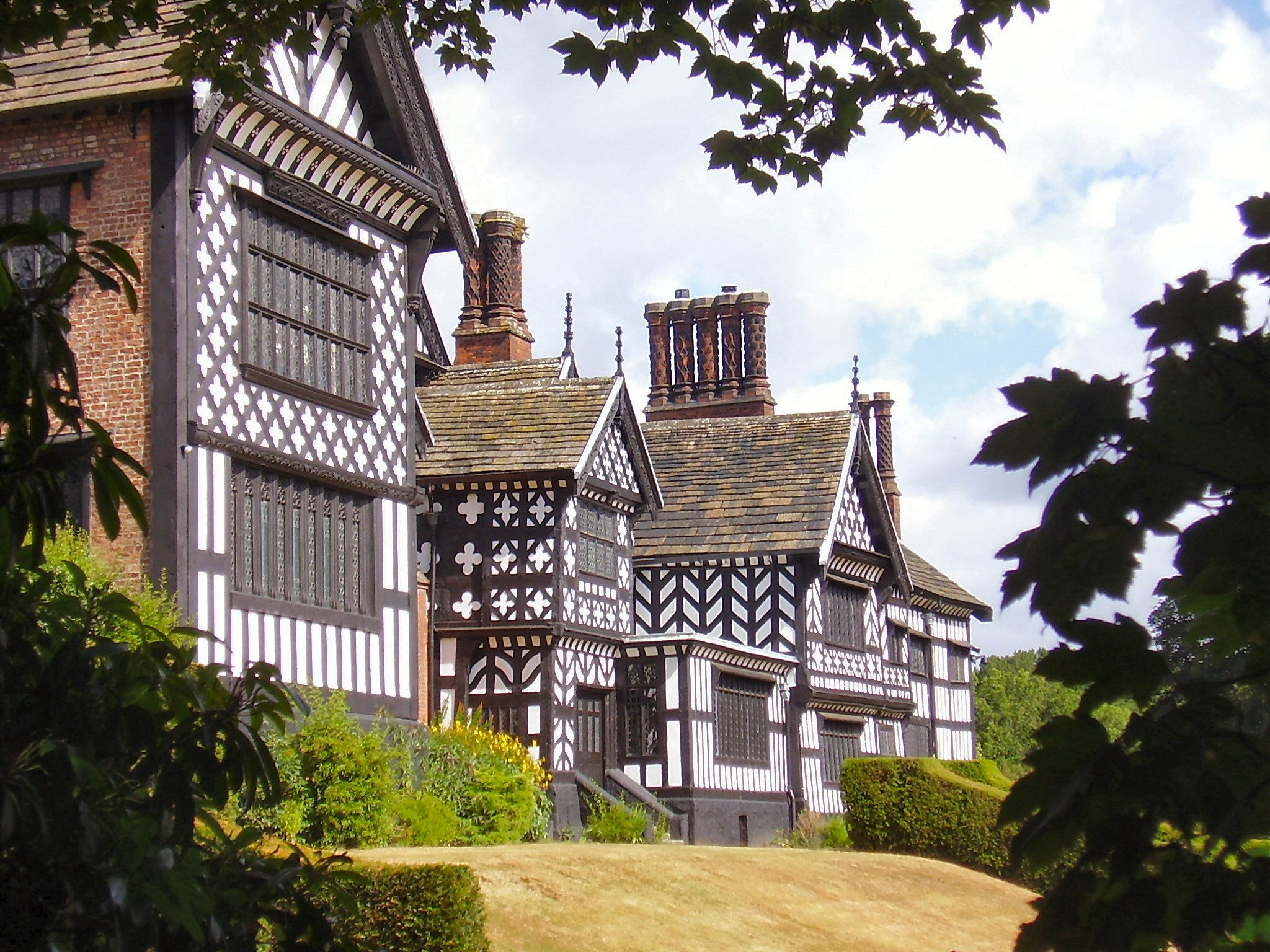
Bramall Hall in Greater Manchester
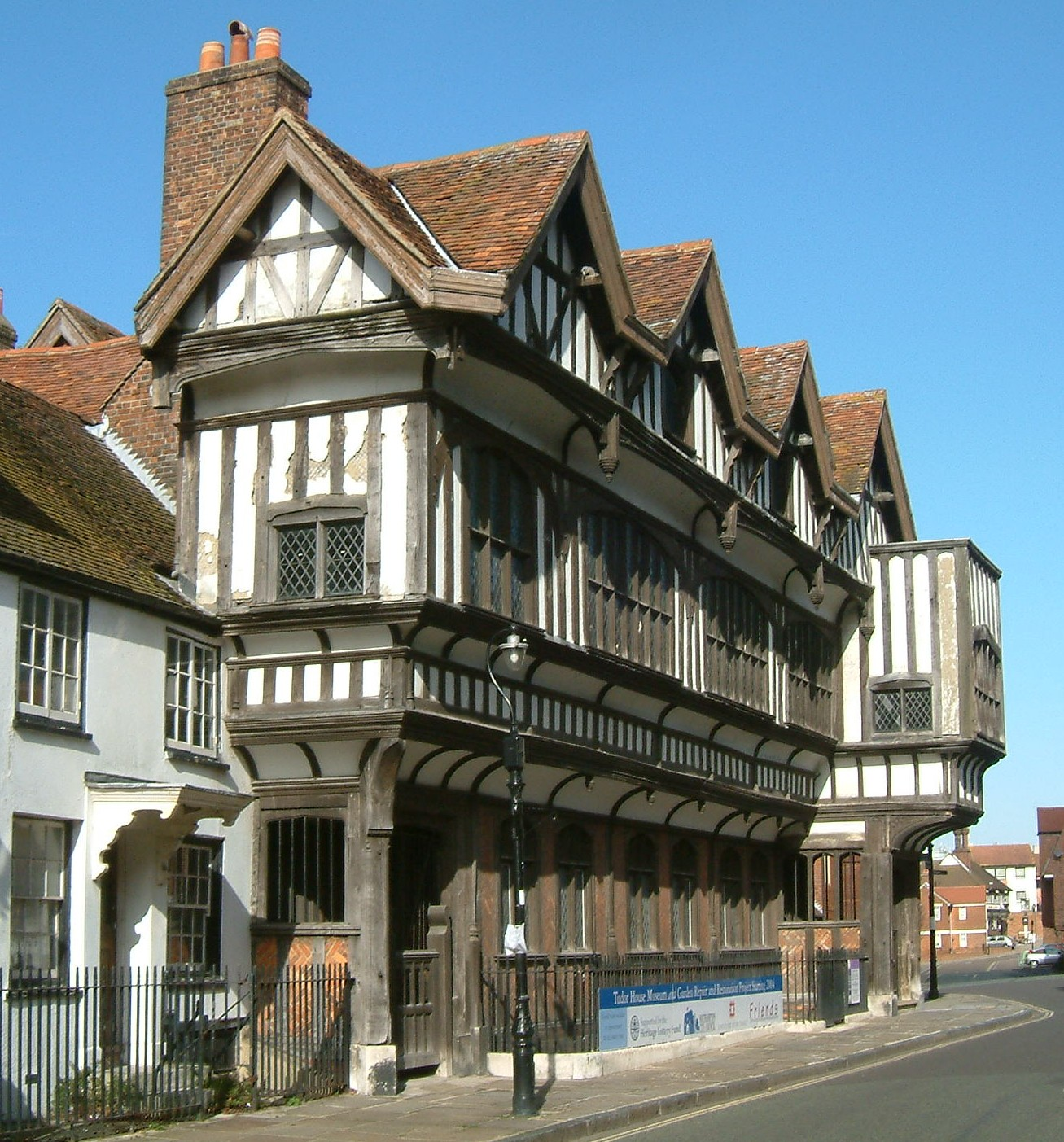
Tudor-Haus in Southampton

## Nachwirkungen
In der weiteren Entwicklung des Tudorstils (in der englischen Kunstgeschichte bezeichnet als Elisabethanische Architektur, gefolgt von der Jakobinischen Architektur) gingen die gotischen Stilelemente zurück, auch der Tudorbogen. Ebenso werden die Fassaden zunehmend symmetrischer.
Letztlich überlebten Stilelemente der Tudor-Gotik auch die Barockarchitektur der britischen Inseln. Während das ganze 17. Jahrhundert hindurch parallel zum „modernen“ Stil des Palladianismus noch weiter in Tudor gebaut wurde, erlebte die Gotik in England bereits im 18. Jahrhundert eine Renaissance, als viele Schlösser und Landhäuser in Gothic Revival neu errichtet bzw. umgestaltet wurden.

## Tudor Revival
Im Historismus zur Mitte des 19. Jahrhunderts wurde der frühe Tudorstil in eklektizistischer Form wieder aufgegriffen und fand später auch in den ehemaligen britischen Kolonien und auf dem europäischen Festland Verbreitung. Hotels und Bahnhöfe, aber auch private Wohngebäude wurden in diesem Neu-Tudorstil errichtet. Im Englischen wird dieser als Tudor revival oder mock Tudor bezeichnet. 
Beispiele hierfür sind der Hauptbahnhof in Breslau sowie Schloss Kórnik bei Posen. Auch die Antebellum-Architektur der Südstaaten der USA schuf entsprechende Häuser. Das Schloss Friedrichshof in Kronberg (Ts.) entstand für die Kaiserin Friedrich, eine geborene britische Prinzessin, in einer eklektizistischen Mischung aus englischem Tudor Revival und deutscher Neorenaissance.

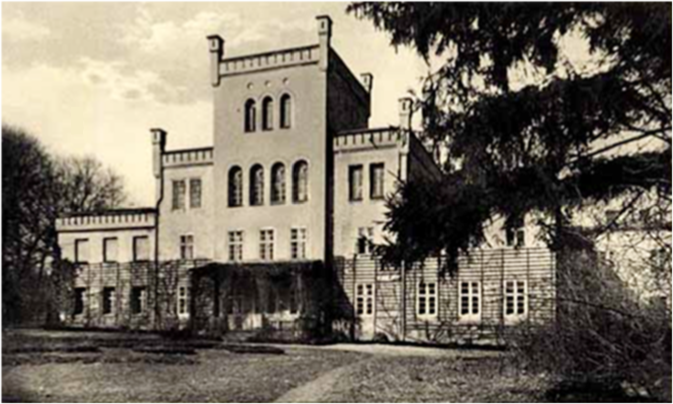
Das Herzoglich Ratiborsche Schloss in Lubowitz nach dem Umbau in den 1860er Jahren
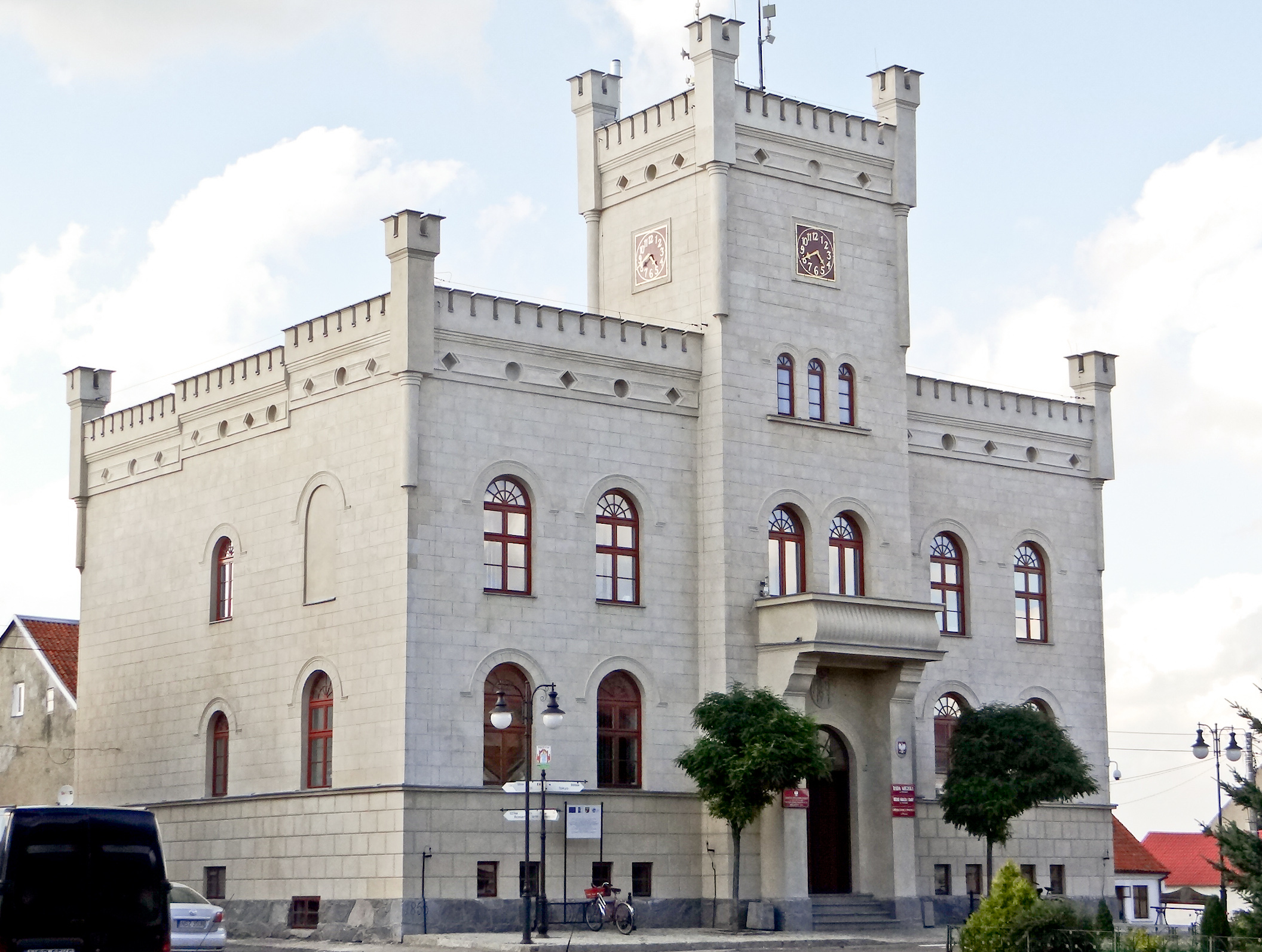
Rathausgebäude in Pasym (Passenheim, Ostpreußen)
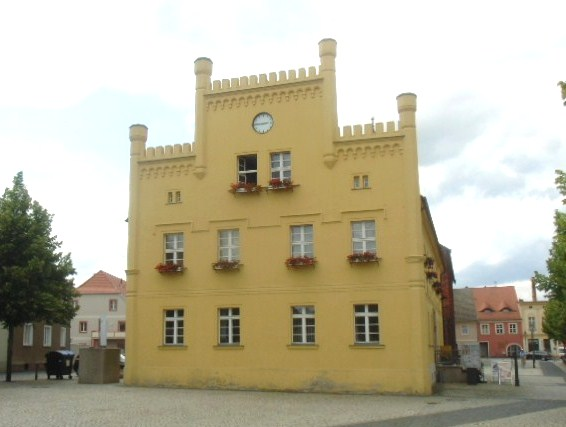
Das Rathaus von Peitz
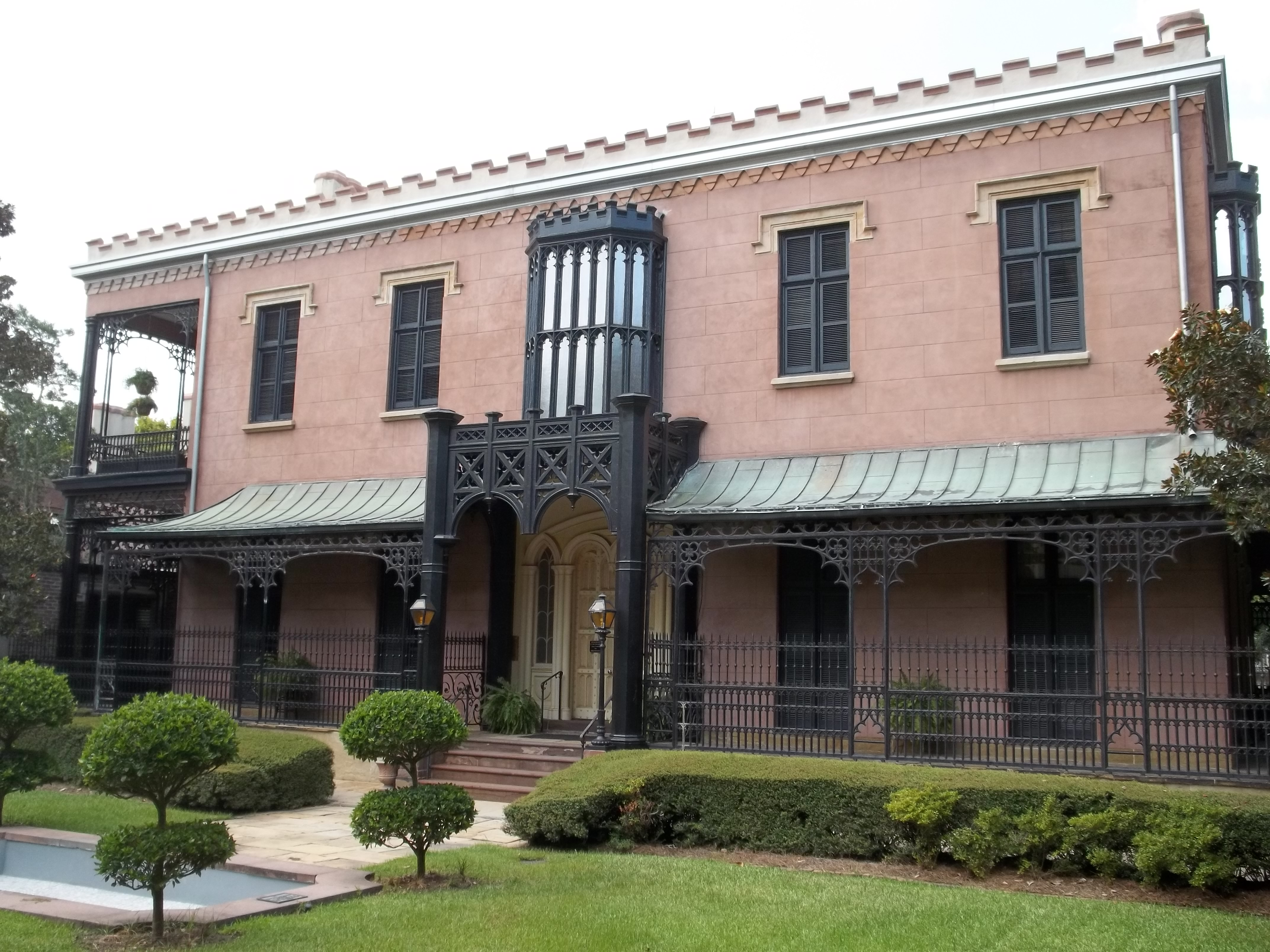
Green–Meldrim House in Savannah (Georgia), 1853

## Bedeutende Tudor-Bauten
Tudorbauten auf den britischen Inseln
- King’s College Chapel in Cambridge
- Henry VII Lady Chapel in der Westminster Abbey London
- Hampton Court Palace südwestlich von London
- Burghley House bei Stamford
- Mount Edgcumbe House bei Plymouth

Neu-Tudorbauten auf dem europäischen Festland
- das Gebäude der Börse Hannover
- das Rathaus Peitz in Brandenburg
- das Rathausgebäude in Passenheim
- der Hauptbahnhof von Breslau (Wrocław Główny), Niederschlesien, Polen
- das Arsenal am Pfaffenteich in Schwerin, Deutschland
- Schloss Neudeck in Oberschlesien, Polen (1961 abgerissen)
- Schloss Anif bei Salzburg, Österreich
- Schloss Aurich in Ostfriesland
- Schloss Babelsberg in Potsdam
- Schloss Cecilienhof in Potsdam
- Schloss Derneburg bei Hildesheim
- Carolinenpalais in Neustrelitz
- Schloss Eckberg in Dresden
- Schloss Frauenberg in Hluboká nad Vltavou, Tschechien
- Schloss Friedrichshof in Kronberg im Taunus (Witwensitz der „vergessenen Kaiserin Friedrich“)
- Schloss Herdringen bei Arnsberg
- Schloss Erdmannsdorf in Schlesien, Polen
- Schloss Hrádek u Nechanic bei Hradec Králové, Tschechien
- Schloss Kittendorf in Mecklenburg
- Schloss Kórnik bei Posen
- Jagdschloss Letzlingen und Schlosskirche Letzlingen in Letzlingen, Sachsen-Anhalt
- Schloss Lubowitz in Lubowitz
- Schloss Moyland am Niederrhein
- Schloss Oberlangenstadt in Oberfranken
- Schloss Reichenow in Reichenow-Möglin, Brandenburg
- Schloss Tjolöholm bei Kungsbacka, Schweden
- Schloss Wolfsberg, Kärnten, Österreich
- Ansitz Compil in Bozen, Südtirol, Italien